# ديفي موكا
ديفي موكا (بالألبانية: Devi Muka‏) هو لاعب كرة قدم ألباني في مركز الوسط، ولد في 21 ديسمبر 1976 في فلوره في ألبانيا. شارك مع منتخب ألبانيا تحت 21 سنة لكرة القدم ومنتخب ألبانيا لكرة القدم. أما مع النوادي، فقد لعب مع بارتيزاني تيرانا ونادي تيرانا ونادي فاراجدين ونادي فلامورتاري فلوره.

## وصلات خارجية
- ديفي موكا على موقع الاتحاد الأوربي (الإنجليزية)
- ديفي موكا على موقع قاعدة بيانات كرة القدم.إي يو (الإنجليزية)
- ديفي موكا على موقع ناشيونال فوتبول تيمز (الإنجليزية)
- ديفي موكا على موقع Soccerway.com (الإنجليزية)
- ديفي موكا على موقع عالم كرة القدم.نت (الإنجليزية)